# Araguary (1858)
La cañonera a vapor Araguary fue un navío de la Marina del Imperio del Brasil que sirvió en la Guerra de la Triple Alianza.

## Historia
Buque mixto (vela y vapor), era impulsado por una máquina de vapor con una potencia de 80 HP que impulsaban una hélice y le permitían alcanzar una velocidad de 9 nudos. Tenía 44,20 m de eslora, 7,40 m de manga, y un calado de 2,6 m, con un desplazamiento de 400 t. Montaba 2 cañones de 32 en batería y 8 de 68 en cureñas separadas. Era tripulada por 77 hombres.
La Araguary, primer navío en llevar ese nombre en homenaje a una ciudad en Minas Gerais y un río en Pará, fue construida en Inglaterra junto a sus gemelas Araguaia, Iguatemy e Ivaí bajo la fiscalización del entonces vicealmirante Joaquim Marques Lisboa, futuro almirante Tamandaré. 
Al mando del teniente 1° Pedro Tomé de Castro Araújo, llegó en convoy con las restantes de su clase a Recife, previa escala en Lisboa, el 7 de agosto de 1858, tras 36 días de travesía. 

### Guerra del Paraguay

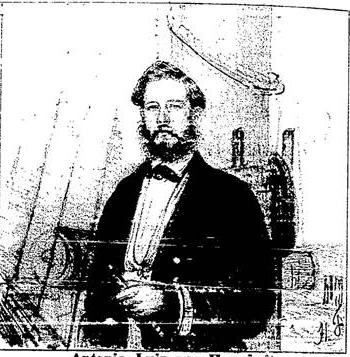
Teniente 1° Antônio Luís von Hoonholtz, Araguary cañonero Comandanta.

Tras el estallido de la Guerra del Paraguay, el 30 de abril de 1865 partió de Buenos Aires al mando del teniente 1° Antônio Luiz von Hoonholtz, futuro almirante y Barón de Tefé. La división, al mando del almirante Francisco Manuel Barroso da Silva, Barón de Amazonas, estaba compuesta también por la fragata Amazonas, corbetas Beberibé, Belmonte y Parnahyba y por las cañoneras Mearim, Ipiranga, Iguatemy y Jequitinhonha (capitán José Pinto). 
Actuó apoyando las operaciones de reconquista de la ciudad de Corrientes el 25 de mayo de 1865.
La escuadra imperial subió el río Paraná a fin de bloquear a la escuadrilla paraguaya en "Tres Bocas", la confluencia de los ríos Paraguay y Paraná.

#### Batalla del Riachuelo

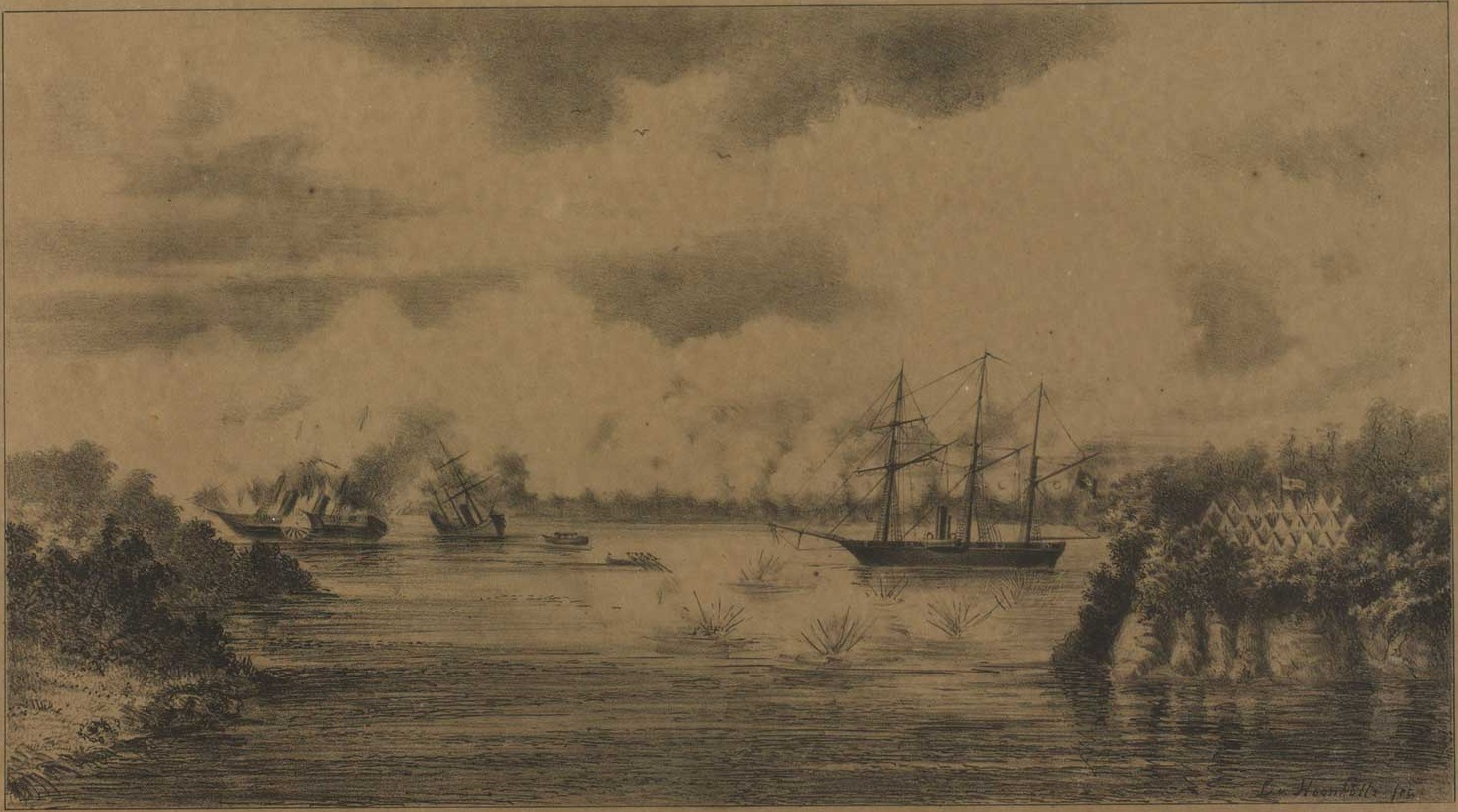
Escena del Combate Naval de Riachuelo el 14 de junio de 1865. La cañonera Araguay (comandante Hoonholtz) incendiando el vapor Paraguay bajo el fuego de las baterías paraguayas del Riachuelo.

El 10 de junio de 1865, la flota paraguaya estaba anclada  en el río Paraguay, cerca de Humaitá.
Al mando del capitán de fragata Pedro Ignacio Mesa, a bordo del buque insignia Tacuarí (José María Martínez), estaba compuesta por los vapores Ygureí al mando del entonces teniente Remigio Del Rosario Cabral Velázquez, segundo de la escuadra, del Marquês de Olinda (teniente Ezequiel Robles), el Paraguarí (teniente José Alonso), Jejuí (teniente Aniceto López), Yporá (Domingo Antonio Ortiz), Salto Oriental (teniente Vicente Alcaraz) e Yberá (teniente Pedro Victorino Gill) y Pirabebe (teniente Tomás Pereira), y tres chatas artilladas.
La escuadra brasileña permanecía cerca de sus adversarios, surta sobre la costa del Chaco en las cercanías de la isla Barranquera. 
La flota paraguaya recibió órdenes de atacarla. Dada la superioridad de las fuerzas brasileñas, la única posibilidad de Mesa residía en la sorpresa. El plan era partir en las primeras horas de la madrugada río abajo con los motores apagados y las calderas encendidas y apenas sobrepasados los buques brasileños, retroceder y abordarlos. Pero desperfectos en la Yberá demoraron la partida hasta las 09:00 de la mañana del día 11 y el avance resultó más lento de los esperado por la necesidad de remolcar las chatas artilladas, por lo que la escuadra arribó a media mañana y fue detectada tempranamente por el Mearim por la escuadra imperial dándoles tiempo de prepararse y calentar calderas.
La escuadra brasileña estaba compuesta de dos divisiones con un total de 9 navíos y 1.113 hombres.

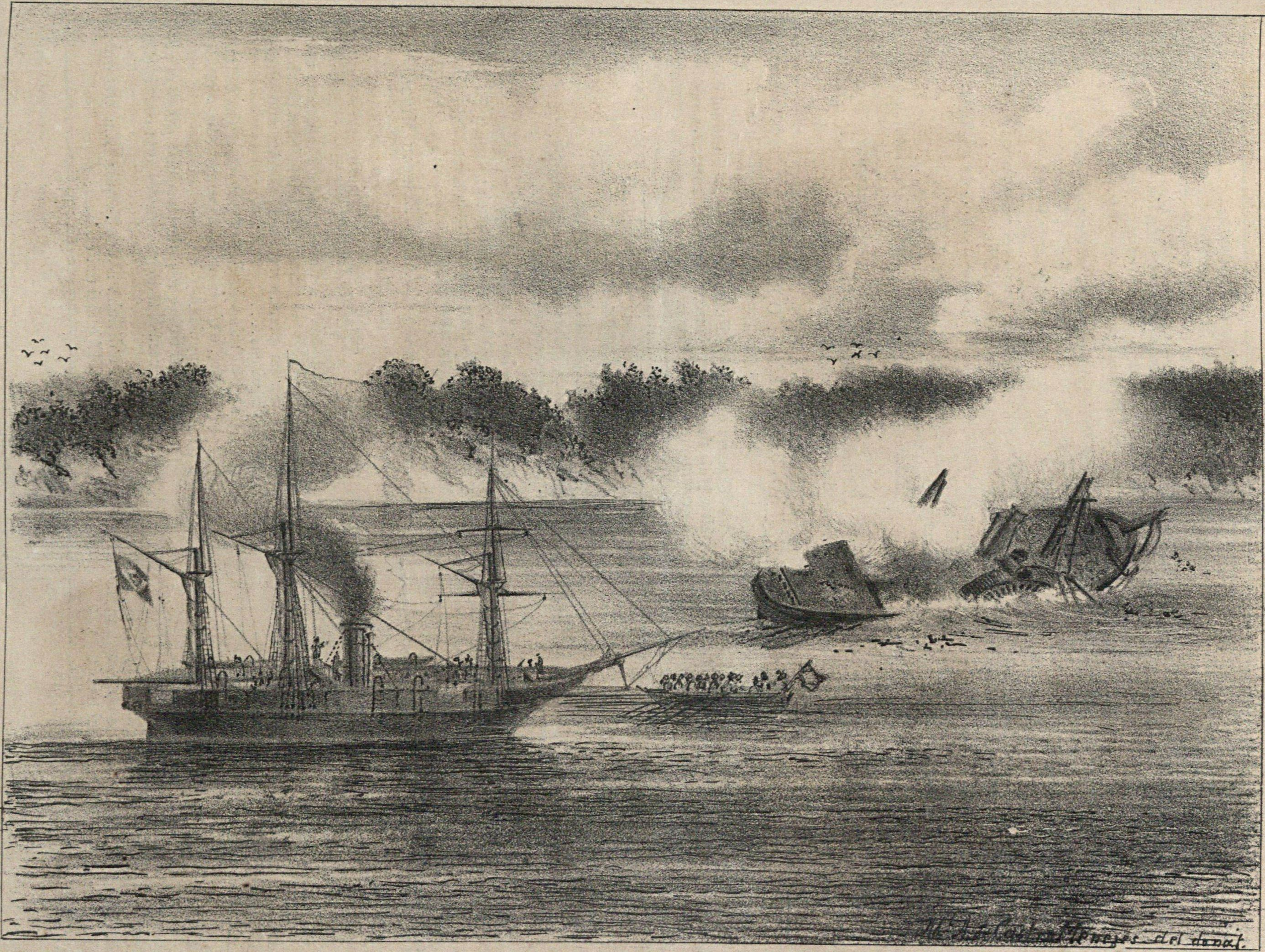
La cañonera Araguary, comandado por Hoonholtz, encendiendo el Vapor Marquês de Olinda.

Mesa desechó el abordaje y abrió fuego, que fue respondido por la escuadra imperial. En una primera fase de la lucha la situación favoreció a los paraguayos. El Belmonte, el Jeiquitinhonhay el Parnahyba quedaron en situación comprometida e incluso el último de los mencionados llegó a ser abordado y sufrió enormes bajas. Finalmente, la Amazonas despejó la cubierta del Parnahiba, embistió al Paraguarí, sacó seguidamente de combate al Marquês de Olinda, embistió y hundió primero al Jejui y seguidamente a la última chata remolcada por el Salto Oriental, lanzándose luego en persecución del Pirabebé, Yporá e Ygurei que se dirigían ya aguas arriba.
Al observar que el Salto Oriental y el Marquês de Olinda trataban de recuperarse, el Amazonas cambió de rumbo y espoloneó al primero, que comenzó a hundirse rápidamente, y luego al segundo. Decidido ya el combate, partidas de la Amazonas abordaron y rindieron al Marquês de Olinda.
En la batalla el Araguary tuvo 2 muertos y 5 heridos.

#### Participación posterior en el conflicto

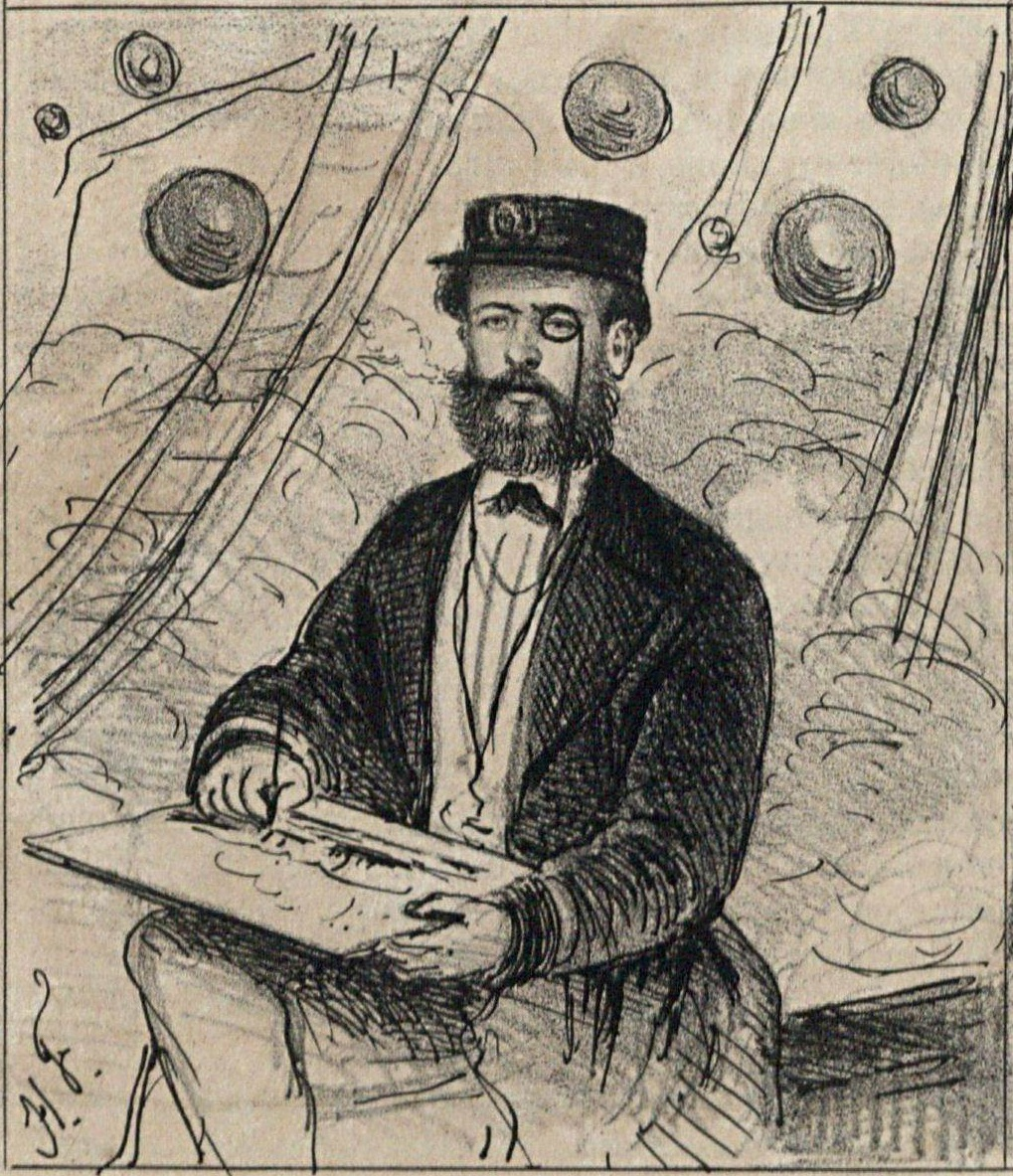
A. L. von Hoonholtz, comandante de la cañonera Araguary, pasando las baterías Cuevas y el dibujarlos.

Participó del combate de Paso de Cuevas, librado el 12 de agosto de 1865, siguiente en la línea de avance del vapor argentino de 11 cañones Guardia Nacional que sostuvo el intercambio de fuego más duro del encuentro.
El 23 de noviembre de 1865 el Araguary se encontró con el vapor paraguayo Pira-Guirá para recibir correspondencia del gobierno paraguayo destinada al comandante en jefe de los ejércitos aliados Bartolomé Mitre.
Durante 1866 realizó tareas de relevamiento hidrográfico en el alto Paraguay y de la laguna Pires.
El 2 de febrero de 1867 participó del bombardeo de Curupayty.

### Acciones posteriores
El 30 de julio de 1873 llevando a bordo al capitán de fragata Antônio Joaquim de Mello Tamborim inició una comisión destinada a determinar las coordenadas del faro de Aracati, las posibles ubicaciones para los nuevos faros en Rocas y Cabo de São Roque (Río Grande del Norte), y elaborar instrucciones para los navegantes que arribaran a los puertos donde se instalarían nuevos faros, específicamente para los puertos de Vitória (faro Santa Luzia, estado de Espírito Santo), Recife (faro de Olinda y Picão), Cabedelo (faro de Pedra Seca, primero del estado de Paraíba) y Tutóia (Pedra do Sal, estado de Maranhão).
El 22 de enero de 1876 asumió el mando el capitán de fragata Francisco José de Freitas. El 26 de ese mes Freitas fue nombrado también Director del Departamento de Faros.
Entre el 13 y el 16 de marzo inspeccionó la costa de São Tomé para escoger el sitio más conveniente para un nuevo faro. Continuó afectada a esas tareas hasta el mes de mayo en que fue reemplazada por el vapor transporte Bonifácio.
Entre el 16 de septiembre y el 30 de octubre inspeccionó los faros y balizas hasta Bahía (Cabo Frío, Santa Luzia, Abrojos, Morro de São Paulo, Santo Antônio da Barra, São Marcelo e Itapoã). 
Fue dado de baja del servicio activo en 1882.